# Subdivisions du Togo

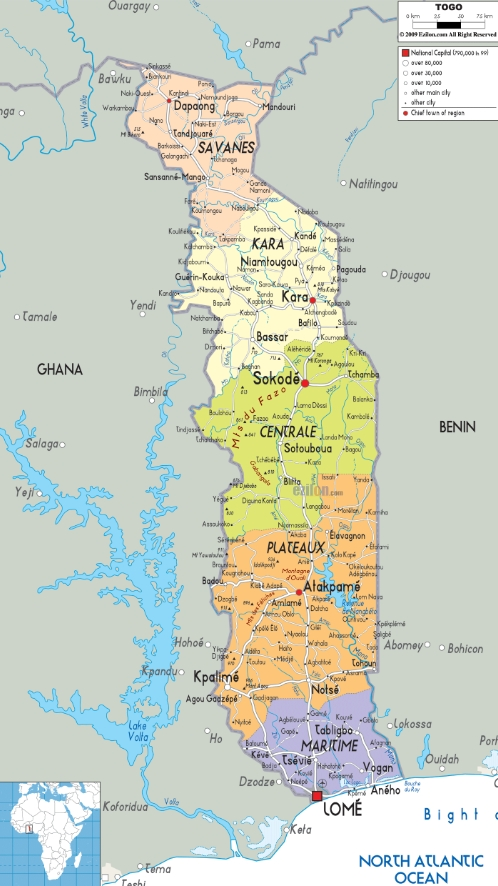
Carte des différentes régions administratives du Togo.

Le Togo est divisé en cinq régions, divisées en 39 préfectures, elles-mêmes subdivisées en 117 communes. Les régions, préfectures et communes constituent les collectivités territoriales du pays dotées d'une personnalité morale. Les communes sont subdivisées en cantons, qui comprennent les villages et quartiers.

## Régions
Le Togo est divisé en cinq régions administratives, chacune possédant des caractéristiques géographiques et socio-économiques distinctes. Du nord au sud, on trouve :
- Région des Savanes avec comme chef-lieu la ville de Dapaong : Située à l'extrême nord, cette région est caractérisée par un climat semi-aride et une végétation de savane. Elle est frontalière avec le Burkina Faso et le Bénin.
- Région de la Kara avec comme chef-lieu la ville de Kara : Connue pour ses montagnes et ses paysages vallonnés, la région de la Kara est un centre agricole important, produisant notamment des céréales et des tubercules.
- Région Centrale avec comme chef-lieu la ville de Sokodé : Comme son nom l'indique, elle est située au centre du pays. Cette région est réputée pour ses activités agricoles et son rôle de carrefour commercial.
- Région des Plateaux avec comme chef-lieu la ville de Atakpamé : Cette région est la plus vaste du Togo et se distingue par son relief accidenté et son climat plus humide, propice à la culture du café et du cacao.
- Région Maritime avec comme chef-lieu la ville de Tsévié : Bordée par l'océan Atlantique, elle abrite la capitale, Lomé, et est le centre économique du pays, avec des activités portuaires et industrielles significatives.

| Région              | Superficie (km²) | Population (2022) | Chef-lieu | Localisation                 | Caractéristiques principales             | Activités dominantes                  |
| ------------------- | ---------------- | ----------------- | --------- | ---------------------------- | ---------------------------------------- | ------------------------------------- |
| Région Maritime     | 6 280            | 3 534 991         | Tsévié    | Sud, bordée par l'Atlantique | Capitale Lomé, économie portuaire        | Commerce, pêche, industrie            |
| Région des Plateaux | 17 206           | 1 635 946         | Atakpamé  | Sud-est                      | Relief accidenté, climat humide          | Culture de café et de cacao           |
| Région Centrale     | 13 101           | 795 529           | Sokodé    | Centre                       | Relief varié, carrefour commercial       | Cultures vivrières, échanges locaux   |
| Région de la Kara   | 11 588           | 985 512           | Kara      | Nord                         | Montagnes, vallées, sols fertiles        | Agriculture, production de tubercules |
| Région des Savanes  | 8 496            | 1 143 520         | Dapaong   | Extrême nord                 | Climat semi-aride, végétation de savanes | Élevage, culture de céréales          |

Cette organisation régionale vise à faciliter la gestion administrative et le développement équilibré du territoire togolais. Chaque région est dirigée par un conseil régional dont les membres sont élus lors d'élections régionales. Il coordonne les actions de développement des communes du ressort territorial et/ou avec d'autres régions.

## Préfectures
Ci-dessous, la liste des préfectures, leur chef-lieu et leur population, par régions.
| Régions             | Préfectures                  | Chef-lieu      | Superficie (km²) | Population préfectorale (2022) | Population régionale totale (2022) |
| ------------------- | ---------------------------- | -------------- | ---------------- | ------------------------------ | ---------------------------------- |
| Région maritime     | Préfecture d'Avé             | Kévé           | 1 006            | 111 214                        | 3 534 991                          |
| Région maritime     | Préfecture du Golfe          | Lomé           | 214,8            | 1 315 681                      | 3 534 991                          |
| Région maritime     | Préfecture des Lacs          | Aného          | 387,6            | 241 247                        | 3 534 991                          |
| Région maritime     | Préfecture de Vo             | Vogan          | 755,4            | 224 411                        | 3 534 991                          |
| Région maritime     | Préfecture de Yoto           | Tabligbo       | 1 258            | 174 861                        | 3 534 991                          |
| Région maritime     | Préfecture du Zio            | Tsévié         | 2 164            | 500 032                        | 3 534 991                          |
| Région maritime     | Préfecture de Bas-Mono       | Afagnan        | 327,3            | 94 860                         | 3 534 991                          |
| Région maritime     | Préfecture d'Agoè-Nyivé      | Agoè-Nyivé     | 167,1            | 882 695                        | 3 534 991                          |
| Région des plateaux | Préfecture d'Agou            | Agou-Gadjepe   | 1 085            | 85 793                         | 1 635 946                          |
| Région des plateaux | Préfecture d'Akébou          | Kougnohou      | 1 130            | 73 830                         | 1 635 946                          |
| Région des plateaux | Préfecture d'Amou            | Amlamé         | 1 808            | 114 172                        | 1 635 946                          |
| Région des plateaux | Préfecture d'Anié            | Anié           | 1 967            | 180 158                        | 1 635 946                          |
| Région des plateaux | Préfecture de Danyi          | Danyi-Apéyémé  | 396,3            | 40 240                         | 1 635 946                          |
| Région des plateaux | Préfecture d'Est-Mono        | Elavagnon      | 2 599            | 164 460                        | 1 635 946                          |
| Région des plateaux | Préfecture de Haho           | Notsé          | 3 051            | 305 096                        | 1 635 946                          |
| Région des plateaux | Préfecture du Kloto          | Kpalimé        | 508              | 145 986                        | 1 635 946                          |
| Région des plateaux | Préfecture du Moyen-Mono     | Tohoun         | 594,7            | 90 505                         | 1 635 946                          |
| Région des plateaux | Préfecture d'Ogou            | Atakpamé       | 1 928            | 253 467                        | 1 635 946                          |
| Région des plateaux | Préfecture de Wawa           | Badou          | 1 209            | 101 300                        | 1 635 946                          |
| Région des plateaux | Préfecture de Kpélé          | Adéta          | 930,3            | 80 939                         | 1 635 946                          |
| Région centrale     | Préfecture de Blitta         | Blitta         | 3 128            | 163 272                        | 795 529                            |
| Région centrale     | Préfecture de Mô             | Djarkpanga     | 1 256            | 52 448                         | 795 529                            |
| Région centrale     | Préfecture de Sotouboua      | Sotouboua      | 3 154            | 138 864                        | 795 529                            |
| Région centrale     | Préfecture de Tchamba        | Tchamba        | 3 168            | 200 585                        | 795 529                            |
| Région centrale     | Préfecture de Tchaoudjo      | Sokodé         | 2 396            | 240 360                        | 795 529                            |
| Région de la Kara   | Préfecture de Kozah          | Kara           | 1 804            | 283 738                        | 985 512                            |
| Région de la Kara   | Préfecture d'Assoli          | Bafilo         | 930,4            | 66 394                         | 985 512                            |
| Région de la Kara   | Préfecture de Bassar         | Bassar         | 3 425            | 152 065                        | 985 512                            |
| Région de la Kara   | Préfecture de la Binah       | Pagouda        | 534,7            | 84 199                         | 985 512                            |
| Région de la Kara   | Préfecture de la Dankpen     | Guérin-Kouka   | 2 497            | 185 662                        | 985 512                            |
| Région de la Kara   | Préfecture de Doufelgou      | Niamtougou     | 1 151            | 84 767                         | 985 512                            |
| Région de la Kara   | Préfecture de Kéran          | Kandé          | 1 967            | 128 687                        | 985 512                            |
| Région des savanes  | Préfecture de Cinkassé       | Cinkassé       | 281,8            | 128 959                        | 1 143 520                          |
| Région des savanes  | Préfecture de Kpendjal       | Mandouri       | 1 385            | 88 365                         | 1 143 520                          |
| Région des savanes  | Préfecture de Kpendjal-Ouest | Naki-Est       | 773,5            | 123 330                        | 1 143 520                          |
| Région des savanes  | Préfecture de l'Oti          | Sansanné-Mango | 1 524            | 124 848                        | 1 143 520                          |
| Région des savanes  | Préfecture de l'Oti-Sud      | Gando          | 2 376            | 150 376                        | 1 143 520                          |
| Région des savanes  | Préfecture de Tandjouaré     | Tandjouaré     | 946,1            | 117 969                        | 1 143 520                          |
| Région des savanes  | Préfecture de Tône           | Dapaong        | 1 210            | 388 775                        | 1 143 520                          |

Chaque préfecture est dirigée par un préfet, nommé par le chef de l'État, avec l'aide d'un conseil préfectoral.

## Communes
Il existe 117 communes au Togo. Le conseil municipal élu lors des élections municipales est chargé du développement local et de l'aménagement du territoire de son ressort. Le tableau ci-dessous détaille les communes et les maires en février 2020.
| N°  | Communes         | Maire                          | Régions             | Chef-lieu |
| --- | ---------------- | ------------------------------ | ------------------- | --------- |
| 1   | Cinkassé 1       | Koundjo Nagnango               | Région des savanes  | Dapaong   |
| 2   | Cinkassé 2       | Kandjime L. Debire             | Région des savanes  | Dapaong   |
| 3   | Tône 1           | Gountante Yampoadeb            | Région des savanes  | Dapaong   |
| 4   | Tône 2           | Sibitidja Momare               | Région des savanes  | Dapaong   |
| 5   | Tône 3           | Nanmoupa Douti                 | Région des savanes  | Dapaong   |
| 6   | Tône 4           | Bantinia Blimpo                | Région des savanes  | Dapaong   |
| 7   | Kpendjal 1       | Arzoume Sambiani               | Région des savanes  | Dapaong   |
| 8   | Kpendjal 2       | Tondja Didjengou               | Région des savanes  | Dapaong   |
| 9   | Kpendjal Ouest 1 | Moali Boukari                  | Région des savanes  | Dapaong   |
| 10  | Kpendjal Ouest 2 | Komlan Mintoiba                | Région des savanes  | Dapaong   |
| 11  | Oti 1            | Seidou Baboudou                | Région des savanes  | Dapaong   |
| 12  | Oti 2            | Yentroulengue Ladani           | Région des savanes  | Dapaong   |
| 13  | Oti Sud 1        | Kwami Lamboni                  | Région des savanes  | Dapaong   |
| 14  | Oti Sud 2        | Charles Yindjido Bikoubia      | Région des savanes  | Dapaong   |
| 15  | Tandjouare 1     | Monoka Lare                    | Région des savanes  | Dapaong   |
| 16  | Tandjouare 2     | Kounsoumba Salissa             | Région des savanes  | Dapaong   |
| 17  | Kéran 1          | Kounama Kpemou                 | Région de la Kara   | Kara      |
| 18  | Kéran 2          | Adji Datibe                    | Région de la Kara   | Kara      |
| 19  | Kéran 3          | Ntcha Lapoili N'Dah            | Région de la Kara   | Kara      |
| 20  | Bassar 1         | Djani Lentame Kokou Gbati      | Région de la Kara   | Kara      |
| 21  | Bassar 2         | Adedokou Adessonkain           | Région de la Kara   | Kara      |
| 22  | Bassar 3         | Kondi Tchapo                   | Région de la Kara   | Kara      |
| 23  | Bassar 4         | Toï Hozo                       | Région de la Kara   | Kara      |
| 24  | Dankpen 1        | Nakodja Beguem                 | Région de la Kara   | Kara      |
| 25  | Dankpen 2        | Nare Tanma Tittora             | Région de la Kara   | Kara      |
| 26  | Dankpen 3        | N'Yobol Koulou                 | Région de la Kara   | Kara      |
| 27  | Kozah 1          | Pawoubadi Pidabi               | Région de la Kara   | Kara      |
| 28  | Kozah 2          | Kossiwa E. Kabiya              | Région de la Kara   | Kara      |
| 29  | Kozah 3          | Sami Essokudjowu Pissiyou      | Région de la Kara   | Kara      |
| 30  | Kozah 4          | Simféilé Adom                  | Région de la Kara   | Kara      |
| 31  | Binah 1          | Tchao Madjatom Bamaze          | Région de la Kara   | Kara      |
| 32  | Binah 2          | Ali Tatangue                   | Région de la Kara   | Kara      |
| 33  | Doufelgou 1      | Tchémi tchambi tchapkro        | Région de la Kara   | Kara      |
| 34  | Doufelgou 2      | Touni Koubonou                 | Région de la Kara   | Kara      |
| 35  | Doufelgou 3      | Abla Yassim                    | Région de la Kara   | Kara      |
| 36  | Assoli 1         | Nouhoum Salissou Abou-Bakari   | Région de la Kara   | Kara      |
| 37  | Assoli 2         | N'na Kpelafiya                 | Région de la Kara   | Kara      |
| 38  | Assoli 3         | Daouda Alassani                | Région de la Kara   | Kara      |
| 39  | Tchaoudjo 1      | Tchanilé Ouro-Gbele            | Région centrale     | Sokodé    |
| 40  | Tchaoudjo 2      | Kokolou Kiliou                 | Région centrale     | Sokodé    |
| 41  | Tchaoudjo 3      | Agoro. Sansani Tchedre         | Région centrale     | Sokodé    |
| 42  | Tchaoudjo 4      | Kpégouni Tchagnao              | Région centrale     | Sokodé    |
| 43  | Sotouboua 1      | Plibam Gnanguissa              | Région centrale     | Sokodé    |
| 44  | Sotouboua 2      | Padamilim Agbada               | Région centrale     | Sokodé    |
| 45  | Sotouboua 3      | Komlanvi Lonmou                | Région centrale     | Sokodé    |
| 46  | Mô 1             | Bayé Kloun                     | Région centrale     | Sokodé    |
| 47  | Mô 2             | Séidou Gmampoum                | Région centrale     | Sokodé    |
| 48  | Tchamba 1        | Ousmanou Katafara              | Région centrale     | Sokodé    |
| 49  | Tchamba 2        | Atiode Sita Amogou             | Région centrale     | Sokodé    |
| 50  | Tchamba 3        | Akahou Tikpa Saboutou          | Région centrale     | Sokodé    |
| 51  | Blitta 1         | Yao Bassambadi Dazimwai        | Région centrale     | Sokodé    |
| 52  | Blitta 2         | Kodjo Malou                    | Région centrale     | Sokodé    |
| 53  | Blitta 3         | Koami Kotokoli                 | Région centrale     | Sokodé    |
| 54  | Anié 1           | Tfaraba Los-Masingo Atara      | Région des plateaux | Atakpamé  |
| 55  | Anié 2           | Kokou Ogouhounde               | Région des plateaux | Atakpamé  |
| 56  | Est-Mono 1       | Tossima Katelewena             | Région des plateaux | Atakpamé  |
| 57  | Est-Mono 2       | Assitchou Kokou Tambo          | Région des plateaux | Atakpamé  |
| 58  | Est-Mono 3       | Massan Dzifa Kodko-Bakpe       | Région des plateaux | Atakpamé  |
| 59  | Moyen-Mono 1     | Djidjole Mensah Pierre Awity   | Région des plateaux | Atakpamé  |
| 60  | Moyen-Mono 2     | Mawouna Fantodji               | Région des plateaux | Atakpamé  |
| 61  | Agou 1           | Patrick Kodjovi Sénam Bolouvi  | Région des plateaux | Atakpamé  |
| 62  | Agou 2           | Koofi Sessime Sakpa            | Région des plateaux | Atakpamé  |
| 63  | Danyi 1          | Kossivi Wonyra                 | Région des plateaux | Atakpamé  |
| 64  | Danyi 2          | Komla Bawa Semedo              | Région des plateaux | Atakpamé  |
| 65  | Akébou 1         | Yawo Sodagni                   | Région des plateaux | Atakpamé  |
| 66  | Akébou 2         | Koffi Bedou Owoussou           | Région des plateaux | Atakpamé  |
| 67  | Kpélé 1          | Komla Apedoh Batchey           | Région des plateaux | Atakpamé  |
| 68  | Kpélé 2          | Komlan Xolali Dotsou           | Région des plateaux | Atakpamé  |
| 69  | Kloto 1          | Yawo Winny Dogbatse            | Région des plateaux | Atakpamé  |
| 70  | Kloto 2          | Mensah Abots-Dzegbla           | Région des plateaux | Atakpamé  |
| 71  | Kloto 3          | Kossi Mawuli Amuaku            | Région des plateaux | Atakpamé  |
| 72  | Ogou 1           | Yawa Ahofa Kouigan             | Région des plateaux | Atakpamé  |
| 73  | Ogou 2           | Noumonvi Agounkey              | Région des plateaux | Atakpamé  |
| 74  | Ogou 3           | Kossivi Dedete Thadee          | Région des plateaux | Atakpamé  |
| 75  | Ogou 4           | Noumonvi Guegue                | Région des plateaux | Atakpamé  |
| 76  | Amou 1           | Kossi Woledji                  | Région des plateaux | Atakpamé  |
| 77  | Amou 2           | Meyebine-Esso Kwame Gnassingbe | Région des plateaux | Atakpamé  |
| 78  | Amou 3           | Yao Obibiaboe Essiomle         | Région des plateaux | Atakpamé  |
| 79  | Wawa 1           | Yao Ogah Assamoah              | Région des plateaux | Atakpamé  |
| 80  | Wawa 2           | Koudjo Bossiade                | Région des plateaux | Atakpamé  |
| 81  | Wawa 3           | Yao Kounalè Wletou             | Région des plateaux | Atakpamé  |
| 82  | Haho 1           | Yawovi Sefenu                  | Région des plateaux | Atakpamé  |
| 83  | Haho 2           | Sossou Ayidote                 | Région des plateaux | Atakpamé  |
| 84  | Haho 3           | Kossi Adaïsso                  | Région des plateaux | Atakpamé  |
| 85  | Haho 4           | Wanta Ranougo Badombena        | Région des plateaux | Atakpamé  |
| 86  | Avé 1            | Kodjo Alexandre Aziabu         | Région Maritime     | Tsévié    |
| 87  | Avé 2            | Kwaku Ayawli                   | Région Maritime     | Tsévié    |
| 88  | Bas-Mono 1       | Anani Djogbessi                | Région Maritime     | Tsévié    |
| 89  | Bas-Mono 2       | Atsou Eklou                    | Région Maritime     | Tsévié    |
| 90  | Yoto 1           | Kossi Amegnonan                | Région Maritime     | Tsévié    |
| 91  | Yoto 2           | Yawavi Adjra                   | Région Maritime     | Tsévié    |
| 92  | Yoto 3           | Kokou Degbe                    | Région Maritime     | Tsévié    |
| 93  | Vo 1             | Atissovi Afande                | Région Maritime     | Tsévié    |
| 94  | Vo 2             | Kokou Messan Gnavo             | Région Maritime     | Tsévié    |
| 95  | Vo 3             | Kodjo Minogblon                | Région Maritime     | Tsévié    |
| 96  | Vo 4             | Kodjo Ezian                    | Région Maritime     | Tsévié    |
| 97  | Lacs 1           | Alexis John C.D. Aquereburu    | Région Maritime     | Tsévié    |
| 98  | Lacs 2           | Amavi Bénoit Mensah            | Région Maritime     | Tsévié    |
| 99  | Lacs 3           | Edoé Gunn                      | Région Maritime     | Tsévié    |
| 100 | Lacs 4           | Folly Kuevidjin                | Région Maritime     | Tsévié    |
| 101 | Zio 1            | Sodjedo Messan Agogno          | Région Maritime     | Tsévié    |
| 102 | Zio 2            | Adjo Agbaglo                   | Région Maritime     | Tsévié    |
| 103 | Zio 3            | Koffi Atsou Dzene              | Région Maritime     | Tsévié    |
| 104 | Zio 4            | Etse Franck Sego               | Région Maritime     | Tsévié    |
| 105 | Agoé-Nyivé 1     | Akoété Adanboubou              | Région Maritime     | Tsévié    |
| 106 | Agoé-Nyivé 2     | Koffi Djabakou Bolor           | Région Maritime     | Tsévié    |
| 107 | Agoé-Nyivé 3     | Yawo Adonkanu                  | Région Maritime     | Tsévié    |
| 108 | Agoé-Nyivé 4     | Adamou Abdoulaye               | Région Maritime     | Tsévié    |
| 109 | Agoé-Nyivé 5     | Afiwa Enyonam Gbodzo           | Région Maritime     | Tsévié    |
| 110 | Agoé-Nyivé 6     | John Siabi K-Koumah Aglo       | Région Maritime     | Tsévié    |
| 111 | Golfe 1          | Koamy Gbloekpo Gomado          | Région Maritime     | Tsévié    |
| 112 | Golfe 2          | Kokou Sénamé Amaglo            | Région Maritime     | Tsévié    |
| 113 | Golfe 3          | Alawo Adjayi Kamal             | Région Maritime     | Tsévié    |
| 114 | Golfe 4          | Jean Pierre Fabre              | Région Maritime     | Tsévié    |
| 115 | Golfe 5          | Kossi Agbenyega Aboka          | Région Maritime     | Tsévié    |
| 116 | Golfe 6          | Koffi Dagbovie                 | Région Maritime     | Tsévié    |
| 117 | Golfe 7          | Koffi Aimé Djikounou           | Région Maritime     | Tsévié    |

## District autonome du grand Lomé (DAGL)
Le District autonome du Grand Lomé est une entité territoriale particulière dotée d'une autorité locale représentant la ville de Lomé dans son ensemble. Son territoire de compétence couvre la préfecture du Golfe et celle d'Agoè-Nyivé. Il dispose de compétences bien définies dont certaines sont partagées avec l'État, notamment dans la gestion de la salubrité de la capitale, la gestion de l'Établissement public des marchés de Lomé (EPAM) et il est également chargé de la coordination des actions des communes du grand Lomé exercées dans le cadre de leurs compétences et qui nécessitent une coordination (assainissement, transport, mobilité entre autres). Le district est dirigé par un bureau exécutif constitué d'un gouverneur nommé par le président de la République, trois vices gouverneurs et deux secrétaires,.